# Grand Prix de Poggiana
Le Grand Prix de Poggiana (en italien : Gran Premio Sportivi di Poggiana-Trofeo Bonin Costruzioni) est une course cycliste italienne disputée à Poggiana (it), une frazione de la commune de Riese Pio X, dans la province de Trévise, en Vénétie. 
Créé en 1975, il fait partie de l'UCI Europe Tour depuis 2011, en catégorie 1.2U. La course est réservée aux coureurs espoirs de moins de 23 ans.

## Palmarès
| Année | Vainqueur            | Deuxième             | Troisième                 |
| ----- | -------------------- | -------------------- | ------------------------- |
| 1975  | Luigi Trevellin      | Giancarlo Baldoni    | Gastone Martini           |
| 1976  | Natalino Bonan       | Ivo Gobbi            | Giuseppe Walter Passuello |
| 1977  | Mario Fraccaro       | Luigi Trevellin      | Silvano Cervato           |
| 1978  | Gianpaolo Sigurotti  | Flavio Martini       | Corrado Pianegonda        |
| 1979  | Gianni Giacomini     | Luigi Trevellin      | Giovanni Renosto          |
| 1980  | Giuliano Pavanello   | Luigi Trevellin      | Lucio Forasacco           |
| 1981  | Carlo Tonon          | Giancarlo Bada       | Luigi Trevellin           |
| 1982  | Maurizio Civran      | Roberto Bedin        | Mario Condolo             |
| 1983  | Ivan Mazzocco        | Giacomo Zanella      | Lucas De Rossi            |
| 1984  | Luigi Furlan         | Luciano Mastellotto  | Lucas De Rossi            |
| 1985  | Diego Dagli Orti     | Luigi Furlan         | Gianni Faresin            |
| 1986  | Maurizio Fondriest   | Federico Longo       | Gianluca Brugnami         |
| 1987  | Giorgio Furlan       | Giovanni Strazzer    | Tiberio Savoia            |
| 1988  | Luigi Simeon         | Fabrizio Convalle    | William Dazzani           |
| 1989  | Walter Zini          | Dario Bottaro        | Fabio Bolzan              |
| 1990  | Andrea Ferrigato     | Diego Trepin         | Stefano Frattolin         |
| 1991  | Paolo Lanfranchi     | Marco Pantani        | Ennio Grava               |
| 1992  | Non-disputé          |                      |                           |
| 1993  | Roberto Zoccarato    | Carlo Cobalchini     | Stefano Checchin          |
| 1994  | Dario Frigo          | Riccardo Faverio     | Denis Zanette             |
| 1995  | Stefano Finesso      | Giuliano Figueras    | Luca Prada                |
| 1996  | Vitali Kokorine      | Oscar Cavagnis       | Alessandro Romio          |
| 1997  | Raivis Belohvoščiks  | Leonardo Giordani    | Massimiliano Martini      |
| 1998  | Paolo Tiralongo      | Jamie Barrow         | Denis Lunghi              |
| 1999  | Luca Paolini         | Fabio Bulgarelli     | Lorenzo Bernucci          |
| 2000  | Yaroslav Popovych    | Ramon-Manuel Bianchi | Giampaolo Caruso          |
| 2001  | Aleksandr Kolobnev   | Lorenzo Bernucci     | Manuele Mori              |
| 2002  | Andrea Moletta       | Scott Davis          | Ivan Ravaioli             |
| 2003  | Manuele Mori         | Alexandr Arekeev     | Vladimir Gusev            |
| 2004  | Mirko Allegrini      | Vladimir Efimkin     | Enrico Gasparotto         |
| 2005  | Matteo Priamo        | Marco Bandiera       | Emanuele Bindi            |
| 2006  | Mattia Parravicini   | Davide Battistella   | Marco Bicelli             |
| 2007  | Edoardo Girardi      | Mirko Selvaggi       | Pavel Kochetkov           |
| 2008  | Wesley Sulzberger    | Daniel Oss           | Pavel Kochetkov           |
| 2009  | Mattia Cattaneo      | Kristjan Koren       | Tomas Alberio             |
| 2010  | Luke Rowe            | Tomas Alberio        | Enrico Battaglin          |
| 2011  | Mattia Cattaneo      | Siarhei Novikau      | Mattia Bedin              |
| 2012  | Adam Phelan          | Gianfranco Zilioli   | Kristian Sbaragli         |
| 2013  | Andrea Zordan        | Davide Villella      | Daniele Dall'Oste         |
| 2014  | Robert Power         | Andrea Toniatti      | Luca Chirico              |
| 2015  | Stefano Nardelli     | Simone Velasco       | Lorenzo Rota              |
| 2016  | Michael Storer       | Enrico Salvador      | Filippo Rocchetti         |
| 2017  | Nicola Conci         | Michael Storer       | Artem Nych                |
| 2018  | Robert Stannard      | Alberto Giuriato     | Samuele Battistella       |
| 2019  | Fabio Mazzucco       | Giovanni Aleotti     | Filippo Zana              |
| 2020  | annulé               | annulé               | annulé                    |
| 2021  | Riccardo Ciuccarelli | Lewis Askey          | Filippo Baroncini         |
| 2022  | Nicolò Buratti       | Federico Guzzo       | Laurence Pithie           |
| 2023  | Nicolò Pettiti       | Manuel Oioli         | Giacomo Villa             |
| 2024  | Jørgen Nordhagen     | Manuel Oioli         | Cesare Chesini            |
| 2025  | Matteo Scalco        | Matthew Dodd         | Ludovico Maria Mellano    |